# Коцо Пецинголи (Палермо)
Коцо Пецинголи је насеље у Италији у округу Палермо, региону Сицилија.
Према процени из 2011. у насељу је живело 44 становника. Насеље се налази на надморској висини од 673 м.